# Theo van Loon
Theodorus Hendrikus (Theo) van Loon (Maastricht, 2 februari 1920 - Hengelo, 1 april 1945) was een Nederlandse verzetsstrijder tijdens de Tweede Wereldoorlog.
Van Loon, een commies in dienst van de Nederlandse Spoorwegen, maakte deel uit van een verzetsgroep uit Hengelo. Aan het eind van de oorlog maakte de groep deel uit van de Binnenlandse Strijdkrachten en werkte men hard mee aan de ophanden zijnde bevrijding door het plegen van sabotage-acties. Tijdens de terugtocht van de Duitse bezetter werden door de Duitse troepen veel bruggen in Hengelo opgeblazen, waaronder de Oelerbrug en de Boekelosebrug. Ook werd een oude boerderij compleet verwoest. Om te voorkomen dat de Duitsers de elektriciteitscentrale tot ontploffing zouden brengen, kregen de Binnenlandse Strijdkrachten de opdracht om op 1 april 1945 het verdeelstation voor stroomlevering te bezetten bij de centrale.
Vijfentwintig mannen, waaronder Van Loon, wisten zo te voorkomen dat de Duitsers hun plan om de centrale op te blazen konden realiseren. Een van de Duitse soldaten wist te vluchten en waarschuwde de SS. Deze kwamen met een flink aantal aanzetten en de verzetsstrijders moesten vluchten via de spoorwegovergang aan de Grobbenweg. Twee van hen, Van Loon en Frank Santman, werden tijdens de vlucht doodgeschoten. Een derde, Adolf Nijhoff, werd gevangengenomen en meteen geëxecuteerd en een vierde wist zwaargewond te vluchten naar een naburige boerderij van de boer Grobben die hem verstopte voor de Duitsers.
Na de oorlog zijn in de wijk Groot Driene drie straten naar de overleden verzetslieden vernoemd. Tevens heeft boer Grobben een stukje land grenzend aan de Grobbenweg ter beschikking gesteld waarop de collega's van Van Loon en zijn vader een herdenkingskruis hebben opgericht op de overlijdensplek. Het monument is een stenen kruis op voetstuk met een ingebeitelde tekst die luidt: Van het NS Personeel Hengelo aan zijn collega Theo van Loon die hier viel op 1-4-1945 als lid van den B.S.S.G. tegen den bezetter". Het lichaam van Van Loon werd begraven op het Ereveld Loenen.
Monument
Gedurende de jaren werd het monument aan de Grobbenweg veelal verwaarloosd, waarbij de afbeelding van Theo van Loon die in het kruis was gemaakt verloren was gegaan. Het was niet totdat een spoorman genaamd Martin Mijerink in 2013 hoort van het bestaan van het monument, dat er aandacht voor komt. Op 4 mei 2014 werd de vermisde afbeelding gevonden en weer teruggeplaatst in het kruis. De familie van Loon was aanwezig om de herdenkingsceremonie bij te wonen.
In juli 2016 is het monument gevandaliseerd waarbij het kruis is afgebroken van zijn voet en beschadigingen heeft opgelopen. Het kruis is in de maanden daarna gerestaureerd naar zijn originele staat. In 2023 is het monument opnieuw gevandaliseerd, waarna het een complete renovatie onderging. 
Boek
Later schreef Martin Meijerink een boek over het leven van Theo van Loon en de gebeurtenissen rondom die enkele dagen voor de bevrijding in de Ijsselcentrale. Het boek "Hengelo 1944-1945: Theo van Loon, spoorman en verzetsheld" beschrijft het leven van Theo van Loon en zijn familie in Hengelo. 